# Katia Cánepa Vega
Katia Fabiola Cánepa Vega (Lima, 1986) è una designer peruviana, pioniera del make up tecnologico o beauty tech, riconosciuta attualmente dal MIT come l’innovatrice dell’anno in Perù. I suoi disegni e le sue creazioni innovative rientrano nella denominazione di “Tecnologia della bellezza”, derivata dai dispositivi indossabili, ovvero articoli mobili connessi. Questa tecnologia può essere utilizzata sulla pelle, sulle unghie, sui capelli ecc., con lo scopo di trasformare la superficie del corpo in una piattaforma interattiva, ovvero permette al consumatore di interagire con il mondo digitale senza interferire con le sue attività giornaliere.

## Carriera
Katia Cánepa ha studiato Informatica e ingegneria dei sistemi e dell'informatica presso l’Universidad Nacional Mayor de San Marcos (Perù), ha un post-dottorato del MIT Media Lab (dell’Istituto di Tecnologia del Massachusetts), fa parte del “Gruppo di risposte interattive” come collaboratore post-dottorato, possiede un Master e Dottorato in Informatica presso la Pontificia Universidad Católica de Río (Brasile). È stata assistente di ricerca del Laboratorio dei Weareables all’Università Battista di Hong Kong – HKBU (Hong Kong). È stata co-fondatrice di Soluciones Racionales (IBM Business Partner – Perù).
Recentemente, Springer ha pubblicato un libro con il suo co-autore Hugo Fuks: “Beauty Technology: Designing Seamless Interfaces for Wearable Computing”. Ha pubblicato per le principali conferenze e riviste sull’interazione uomo-computer: CHI, TEI, Uist, IIU, IIE Computer, fra gli altri. Il suo lavoro è stato soggetto della rivista New Scientist, di Discovery, CNN, PSFK e altri. Le sue aree di ricerca attuali sono la tecnologia della bellezza, la tecnologia della moda, computer portatili e HCI.

## Lavori – Tecnologia della bellezza
- Conductive Makeup.
- Nails Tech.
- FX e-make up.
- Hairware.

## Caratteristiche formali dei suoi lavori
Le sue invenzioni si basano sull’uso dei weareables, con lo scopo di far eseguire attività necessarie per il consumatore, come ad esempio:
- Sbattere le palpebre per accendere o spegnere la luce; con l’uso di dispositivi elettronici attaccati alle ciglia si possono inviare segnali in modo che possano accendere la luce o far sì che si possa muovere un drone.
- Muovere le unghie delle mani e aprire la porta; si collocano piccoli chip elettronici che inviano segnali ai ricettori collocati nelle porte, che riconoscono il movimento della mano e aprono le porte.
- Toccare i capelli per inviare un messaggio di emergenza o registrare una conversazione; per mezzo di extencions connesse a un dispositivo elettronico, possiamo attivare la nostra attrezzatura mobile con un ordine specifico.[2]

## Singole esposizioni
- Ha esibito i suoi lavori in varie gallerie e festival come il Barbican di Londra, al Tekniska Museet di Stoccolma, al Festival della musica Techno a Berlino e al Bellagio a Las Vegas

## Premi e onorificenze
- Primo posto nell’ottavo concorso internazionale di Ubimedia, NUMA2014 (Neo Ubimedia MindTrek Awards 2014).
- Migliore pubblicazione (ricerca) nella Conferenza Internazionale sull’interazione uomo-macchina (HCII 2014). Giugno, 2014, Grecia. “FX e-Makeup for Muscle Based Interaction”.
- Primo posto nella International Conference on Tangible, Embedded and Embodied Interaction (TEI 2013). Sfida di disegno. Progetto: Supereroi. Febbraio 2013. Barcellona, Spagna.
- Terzo posto nel Progetto di Dottorato nella Escuela Latinoamericana de Ingeniería de Software (ELA-ES 2013). Progetto: La Tecnologia della Bellezza come Piattaforma interattiva 09-12 luglio 2013, Brasile.
- Primo posto nei Progetti di Dottorato nella Mostra PUC-Rio 2013. Agosto 2013, Brasile.
- Secondo posto per la miglior pubblicazione (ricerca) nel Simposio Brasileño de Sistemas Colaborativos. Ottobre 2013, Brasile. “Uma Abordagem Sistemática de Prototipação Colaborativa para a Criação de Tangíveis”.[3]